# اووموکوئید
اووموکوئید (انگلیسی: Ovomucoid) یکی از آلبومین‌های تشکیل دهندهٔ سفیده تخم‌مرغ است.